# Открытый чемпионат Монтеррея по теннису
Открытый чемпионат Монтеррея — женский профессиональный международный теннисный турнир, проходящий в августе в Монтеррее (Мексика) на хардовых кортах. С 2024 года относится к серии WTA 500 с призовым фондом около 920 тысяч долларов и турнирной сеткой, рассчитанной на 28 участниц в одиночном разряде и 16 пар.

## Общая информация
Мексиканская федерация тенниса проводила соревнования в Монтеррее с середины 1990-х годов. Все соревнования имели статус небольших турниров ITF. Накануне сезона 2008 года местные организаторы смогли найти дополнительное финансирование и резко подняли статус своих соревнований. Первый турнир имел статус 100-тысячника ITF, а с 2009 года соревнования стали частью базовой категории турниров WTA, после того как ассоциации передала местным организатором лицензию турнира, ставшую вакантной после ликвидации чемпионата в Винья-дель-Маре.
Первый турнир новой эры монтеррейского приза прошёл в августе, затем соревнования проводились в начале марта (накануне старта крупного турнира в Индиан-Уэллсе), в 2013-14 годах приз переносился на начало апреля, а с 2015 года он вновь был возвращён на рубеж февраля и марта, составив хардовую связку с другим мексиканским турниром: в Акапулько, подготовительную ко всё тому же супертурниру в Калифорнии. С 2009 по 2023 года относился к международной серии WTA International / 250 с призовым фондом около 260 тысяч долларов. С 2024 года стал проводиться в августе за неделю до Открытого чемпионата США и был повышен в статусе до серии WTA 500.

## Финалы турнира
| Год  | Призовые  | Чемпионка                  | Финалистка           | Счёт              |
| ---- | --------- | -------------------------- | -------------------- | ----------------- |
| 2024 | 922 573 $ | Линда Носкова              | Лулу Сан             | 7-6(6) 6-4        |
| 2023 | 259 303 $ | Донна Векич                | Каролин Гарсия       | 6-7(5) 6-4 7-6(3) |
| 2022 | 239 477 $ | Лейла Фернандес (2)        | Камила Осорио        | 6-7(5) 6-4 7-6(3) |
| 2021 | 235 238 $ | Лейла Фернандес            | Виктория Голубич     | 6-1 6-4           |
| 2020 | 275 000 $ | Элина Свитолина            | Мария Боузкова       | 7-5 4-6 6-4       |
| 2019 | 250 000 $ | Гарбинье Мугуруса (2)      | Виктория Азаренко    | 6-1 3-1 — отказ   |
| 2018 | 250 000 $ | Гарбинье Мугуруса          | Тимея Бабош          | 3-6 6-4 6-3       |
| 2017 | 250 000 $ | Анастасия Павлюченкова (4) | Анжелика Кербер      | 6-4 2-6 6-1       |
| 2016 | 250 000 $ | Хезер Уотсон               | Кирстен Флипкенс     | 3-6 6-2 6-3       |
| 2015 | 500 000 $ | Тимея Бачински             | Каролин Гарсия       | 4-6 6-2 6-4       |
| 2014 | 500 000 $ | Ана Иванович               | Йована Якшич         | 6-2 6-1           |
| 2013 | 235 000 $ | Анастасия Павлюченкова (3) | Анжелика Кербер      | 4-6 6-2 6-4       |
| 2012 | 220 000 $ | Тимея Бабош                | Александра Каданцу   | 6-4 6-4           |
| 2011 | 220 000 $ | Анастасия Павлюченкова (2) | Елена Янкович        | 2-6 6-2 6-3       |
| 2010 | 220 000 $ | Анастасия Павлюченкова     | Даниэла Гантухова    | 1-6 6-1 6-0       |
| 2009 | 220 000 $ | Марион Бартоли             | Ли На                | 6-4 6-3           |
| 2008 | 100 000 $ | Ярослава Шведова           | Магдалена Рыбарикова | 6-4 6-1           |

| Год  | Чемпионки                                         | Финалистки                                | Счёт              |
| ---- | ------------------------------------------------- | ----------------------------------------- | ----------------- |
| 2024 | Го Ханьюй Моника Никулеску                        | Гильяна Ольмос Александра Панова          | 3-6 6-3 [10-4]    |
| 2023 | Юлиана Лисарасо Мария Паулина Перес Гарсия        | Кимберли Биррелл Фернанда Контрерас Гомес | 1-6 7-5 [10-6]    |
| 2022 | Сабрина Сантамария Кэтрин Харрисон                | Яна Сизикова Хань Синьюнь                 | 1-6 7-5 [10-6]    |
| 2021 | Кэролайн Доулхайд Эйжа Мухаммад (2)               | Хезер Уотсон Чжэн Сайсай                  | 6-2 6-3           |
| 2020 | Катерина Бондаренко Шэрон Фичмен                  | Ван Яфань Мию Като                        | 4-6 6-3 [10-7]    |
| 2019 | Эйжа Мухаммад Мария Санчес                        | Моника Адамчак Джессика Мур               | 7-6(2) 6-4        |
| 2018 | Наоми Броуди Сара Соррибес Тормо                  | Дезире Кравчик Гильяна Ольмос             | 3-6 6-4 [10-8]    |
| 2017 | Алиция Росольская (2) Нао Хибино                  | Надежда Киченок Далила Якупович           | 6-2 7-6(4)        |
| 2016 | Анабель Медина Гарригес Аранча Парра Сантонха     | Петра Мартич Мария Санчес                 | 4-6 7-5 [10-7]    |
| 2015 | Габриэла Дабровски Алиция Росольская              | Арина Родионова Анастасия Родионова       | 6-3 2-6 [10-3]    |
| 2014 | Меган Мултон-Леви Дарья Юрак                      | Тимея Бабош Ольга Говорцова               | 7-6(5) 3-6 [11-9] |
| 2013 | Тимея Бабош Кимико Датэ-Крумм                     | Ева Бирнерова Тамарин Танасугарн          | 6-1 6-4           |
| 2012 | Роберта Винчи Сара Эррани                         | Кимико Датэ-Крумм Чжан Шуай               | 6-2 7-6(6)        |
| 2011 | Ивета Бенешова (2) Барбора Заглавова-Стрыцова (2) | Анна-Лена Грёнефельд Ваня Кинг            | 6-7(8) 6-2 [10-6] |
| 2010 | Ивета Бенешова Барбора Заглавова-Стрыцова         | Анна-Лена Грёнефельд Ваня Кинг            | 3-6 6-4 [10-8]    |
| 2009 | Натали Деши Мара Сантанджело                      | Ивета Бенешова Барбора Заглавова-Стрыцова | 6-3 6-4           |
| 2008 | Елена Панджич Магдалена Рыбарикова                | Моника Адамчак Мелани Саут                | 4-6 6-4 [10-8]    |